# Hasse Brontén
Hans Roland "Hasse" Brontén, född 19 mars 1967 i Hägersten, är en svensk ståuppkomiker, manusförfattare och tidigare polis.
Brontén har en svensk far och en tysk mor. Bronténs ståupphumor innehåller ofta referenser till hans tidigare yrke som polis. Han kom in på Polishögskolan 1988 och har sedan sin examen arbetat på bland annat Norrmalmspolisen i Stockholm, på gatulangningsgruppen på Sergels torg, Ravekommissionen samt vid Säpo. Som Säpoanställd befann han sig civilklädd i Göteborg under Göteborgskravallerna 2001.
Efter att ha gått en ståuppkurs på Dramatiska Institutet fick Brontén intresse för att uppträda på scen. Scenarbetet gick inte ihop med det hemliga arbetet på Säpo, och Brontén lämnade Säpo för att bli lärare på Polishögskolan. Brontén slutade senare som polis.
Brontén blev av Stockholm Comedy Klubb framröstad som årets nykomling vid Svenska Stand-up-galan 2005. Samma år deltog han i tävlingen "Worlds Funniest Cop Competition" i Jacksonville Florida där han fick tredjepris. Sedan dess har han bland annat varit med i TV-serien Robins, framträtt i Stockholm Live och på Skrattstock, samt skrivit manus för TV 4:s 100% och TV 3:s Extra! Extra!. Han har även medverkat i det finska humorprogrammet Komikfabrik i YLE. Den 20 mars 2008 debuterade han i det blåa laget i Parlamentet. Under 2009 deltog han i flera avsnitt av det omdiskuterade TV-programmet Grillad och under hösten/vintern 2009 medverkade han i humorprogrammet Cirkus Möller. Han har även varit med i flera avsnitt av humorprogrammet Time Out.
Han var med i filmen Snälla kriminella år 2021.
Han har podden Snutsnack sedan 2017 som handlar om livet som polis.